# 32P/Comas Solà
32P/Comas Solà, komet Jupiterove obitelji. 